# Açores (VR)
Pour les articles homonymes, voir Açores (homonymie).

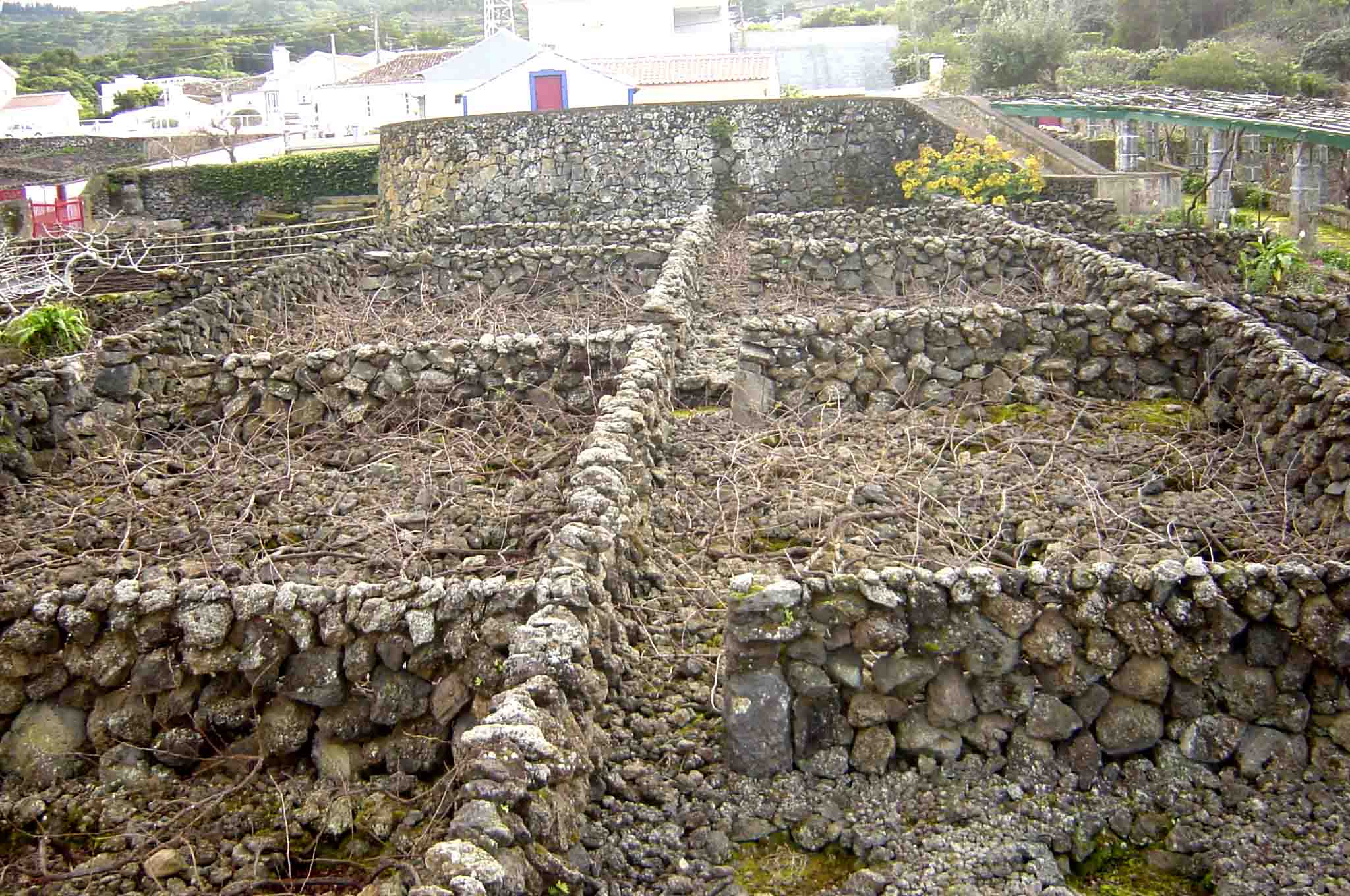
Curraletas, murets de protection des vignes dans l'île Terceira

Les açores sont des vins produits dans l'archipel des Açores qui font partie des vinhos regionais (VR) portugais.

## Historique
La culture de la vigne dans les îles Terceira, Pico, Graciosa et une partie de l'archipel remonte au milieu du XVe siècle et fut introduite par les moines franciscains. Les similitudes des îles avec le sol et le climat de la Sicile firent acclimater le Verdicchio (Verdelho).

## Encépagement
Pour les vins de table rouges et blancs produits dans l'ensemble de l'archipel conformément aux conditions fixées dans l'ordonnance no 853/2004, publiée le 19 juillet, la liste des cépages recommandés est la suivante :
- Cépages rouges : Agronómica, Cabernet franc, Cabernet Sauvignon, Castelão, Complexa, Merlot, Pinot noir, Rufete, Saborinho, Tinta barroca, Touriga franca, Touriga nacional, Tinta roriz, Vinhão et Gewurztraminer (variété rose).
- Cépages blancs : Arinto, Bical, Chardonnay, Fernão Pires, Galego dourado, Generosa, Gouveio, Malvasia, Malvasia fina, Moscatel graúdo, Riesling, Rio Grande, Seara nova, Sercial, Tália, Terrantez, Verdelho blanc et Viosinho.